# Quincy-sous-Sénart
Quincy-sous-Sénart é uma comuna francesa situada a vinte e cinco quilômetros a sudoeste de Paris, no departamento de Essonne na região de Ilha de França
Seus habitantes são chamados Quincéens.

## Geografia
Quincy-sous-Sénart está localizada a vinte e cinco quilômetros a sudoeste de Paris-Notre Dame, ponto zero das estradas da França, a oito quilômetros a nordeste de Évry, a oito quilômetros a nordeste de Corbeil-Essonnes, dezenove quilômetros a nordeste de Montlhéry, vinte e dois quilômetros a sudeste de Palaiseau, vinte e três milhas a nordeste de Arpajon, vinte e cinco quilômetros a nordeste de La Ferté-Alais, trinta quilômetros a norte-nordeste de Milly-la-Forêt, trinta e oito quilômetros a nordeste de Étampes, de quarenta e um quilômetros a nordeste de Dourdan. Limite com o Sena e Marne, a comuna também está localizado dezessete quilômetros a noroeste de Melun.

## Toponímia
Quintiacum em 1204, Quintiacum em 1242.
A origem do nome do lugar é pouco conhecido. A cidade foi fundada em 1793 com o seu nome atual.

## Geminação
Quincy-sous-Senart desenvolveu associações de geminação com:
- Montemarciano (Itália), em italiano Montemarciano, localizada a 1 000 quilômetros.
- Saint-Bruno-de-Montarville (Canadá) - localizada a 5.520 km.
- Saue (Estônia), em estoniano Saue, localizado no 1 851 quilômetros.

## Cultura e patrimônio

### Patrimônio arquitetônico
- A Igreja de Sainte-Croix

- O Castelo senhorial (século XVII)
Ele permanece hoje como a ala esquerda do castelo renascentista, a propriedade de Monsieur, o irmão do rei Luís XVI e o futuro Luís XVIII. O resto do castelo foi desmantelado durante a Revolução.

- O Castelo Leroy (século XIX)
O castelo de Leroy, construído em 1889, deve o seu nome ao seu primeiro proprietário Charles Isidore Leroy, filho do fundador da indústria de papéis Leroy. Ele agora pertence ao Ministério do Interior e casas da 3a Compagnie Républicaine de Sécurité.

### Personalidades ligadas à comuna
Várias figuras públicas nasceram, morreram ou viveram em Quincy-sous-Sénart:
- Raoul Cabrol (1895–1956), desenhista e jornalista.
- Robert Marichal (1904–1999), paleógrafo.
- Jacques Ardouin, (1937–2002), ator, diretor e diretor de palco.
- Mathieu Bastareaud (1988– ), rugbyman.
- Julia Pereira De Sousa Mabileau (2001- ), snowboardista, medalhista de prata nos Jogos Olímpicos de Inverno de 2018, nascida na comuna.